# Raja Koduri
Rajabali M. Koduri (* 31. August 1968) ist ein indisch-US-amerikanischer Chipentwickler und Manager.

## Leben
Raja Koduri besitzt einen Abschluss als Master of Technology für Elektronik und Kommunikationstechnik der Technischen Universität IIT Kharagpur in Indien.
Vor seiner Tätigkeit bei Intel und AMD war Raja Koduri Direktor des Bereichs Graphics Architecture bei Apple. Dort war er an der Erstellung eines Grafiksubsystems für die gesamte Mac-Produktfamilie beteiligt und leitete den Umstieg auf Retina-Displays für Macs. Vor seiner Einstellung bei Apple war Raja Koduri in verschiedenen Leitungspositionen bei Unternehmen tätig.
Koduri war Senior Vice President und Chief Architect der AMD Radeon Technologies Group und damit für die Grafiktechnologien in AMD-APUs, -GPUs, Semi-Custom- sowie GPU-Computing-Produkten verantwortlich. Hierzu gehörte auch die Entwicklung des ersten Grafikchips der Branche mit integriertem High Bandwidth Memory (HBM) sowie der AMD LiquidVR™ Technologien und Toolkits VR. Zuletzt leitete er als Corporate Vice President des Bereichs Visual and Perceptual Computing die AMD Innovationsinitiative für Visual und Accelerated Computing. Er war bis November 2017 Senior Vice President und Chief Architect, Radeon Technologies Group bei AMD.
Er war von November 2017 bis März 2023 bei Intel als Chefarchitekt für die neue Grafiksparte „Core and Visual Computing“ zuständig und Senior Vice President.
Er ist außerdem Chief Technical Advisor des Vorstands von Makuta Visual Effects.